# Seaforth
Seaforth és una població dels Estats Units a l'estat de Minnesota. Segons el cens del 2000 tenia 77 habitants.

## Demografia
Segons el cens del 2000, Seaforth tenia 77 habitants, 37 habitatges, i 20 famílies. La densitat de població era de 29,4 habitants per km².
Dels 37 habitatges en un 18,9% hi vivien nens de menys de 18 anys, en un 45,9% hi vivien parelles casades, en un 8,1% dones solteres, i en un 45,9% no eren unitats familiars. En el 40,5% dels habitatges hi vivien persones soles el 13,5% de les quals corresponia a persones de 65 anys o més que vivien soles. El nombre mitjà de persones vivint en cada habitatge era de 2,08 i el nombre mitjà de persones que vivien en cada família era de 2,9.
Per edats la població es repartia de la següent manera: un 22,1% tenia menys de 18 anys, un 1,3% entre 18 i 24, un 24,7% entre 25 i 44, un 28,6% de 45 a 60 i un 23,4% 65 anys o més.
L'edat mediana era de 46 anys. Per cada 100 dones de 18 o més anys hi havia 87,5 homes.
La renda mediana per habitatge era de 27.143 $ i la renda mediana per família de 26.875 $. Els homes tenien una renda mediana de 29.375 $ mentre que les dones 22.500 $. La renda per capita de la població era de 15.089 $. Entorn del 9,5% de les famílies i el 9,4% de la població estaven per davall del llindar de pobresa.

## Poblacions més properes
El següent diagrama mostra les poblacions més properes.